# Cheile Nerei - Beușnița
Cheile Nerei - Beușnița formen una àrea protegida d'interès nacional, inclosa al Parc Nacional Cheile Nerei - Beușnița, que correspon a la categoria IV de la UICN (reserva natural mixta), situada al comtat de Caraș-Severin, al territori administratiu de les comunes de Sasca Montana i Șopotu Nou.

## Descripció
Cheile Nerei és una formació clau al llarg del riu Nera al comtat de Caraș-Severin, entre Sasca Montană i Șopotu Nou. La distància dels gorgs és d'uns 22 km, dels quals uns 20 km de gorgs pròpiament dits. Nera, travessa un congost, estret, espectacular i absolutament salvatge. Aquí, on les parets s'eleven fins als 200 metres, neix l'aigua del Nera i els seus afluents, excavada i formada en roques calcàries llacs, canyons, coves i impressionants cascades. Les travessa una ruta turística senyalitzada, però el seu recorregut requereix travessar el riu Nera directament per l'aigua.
A la part oriental (des de riu amunt) dels congostos trobem un altre objectiu turístic, el llac Dracului, i des de la part occidental es pot arribar a les cascades de Beușniței i al llac Ochiul Beului. També es pot veure el canó de Valea Rea.
El parc nacional de Cheile Nerei-Beușnița ocupa la part sud de les muntanyes d'Anina i la part nord de les muntanyes de Locva, ocupant una superfície de 36.364,8 ha que inclou 6 reserves declarades i una proposada.

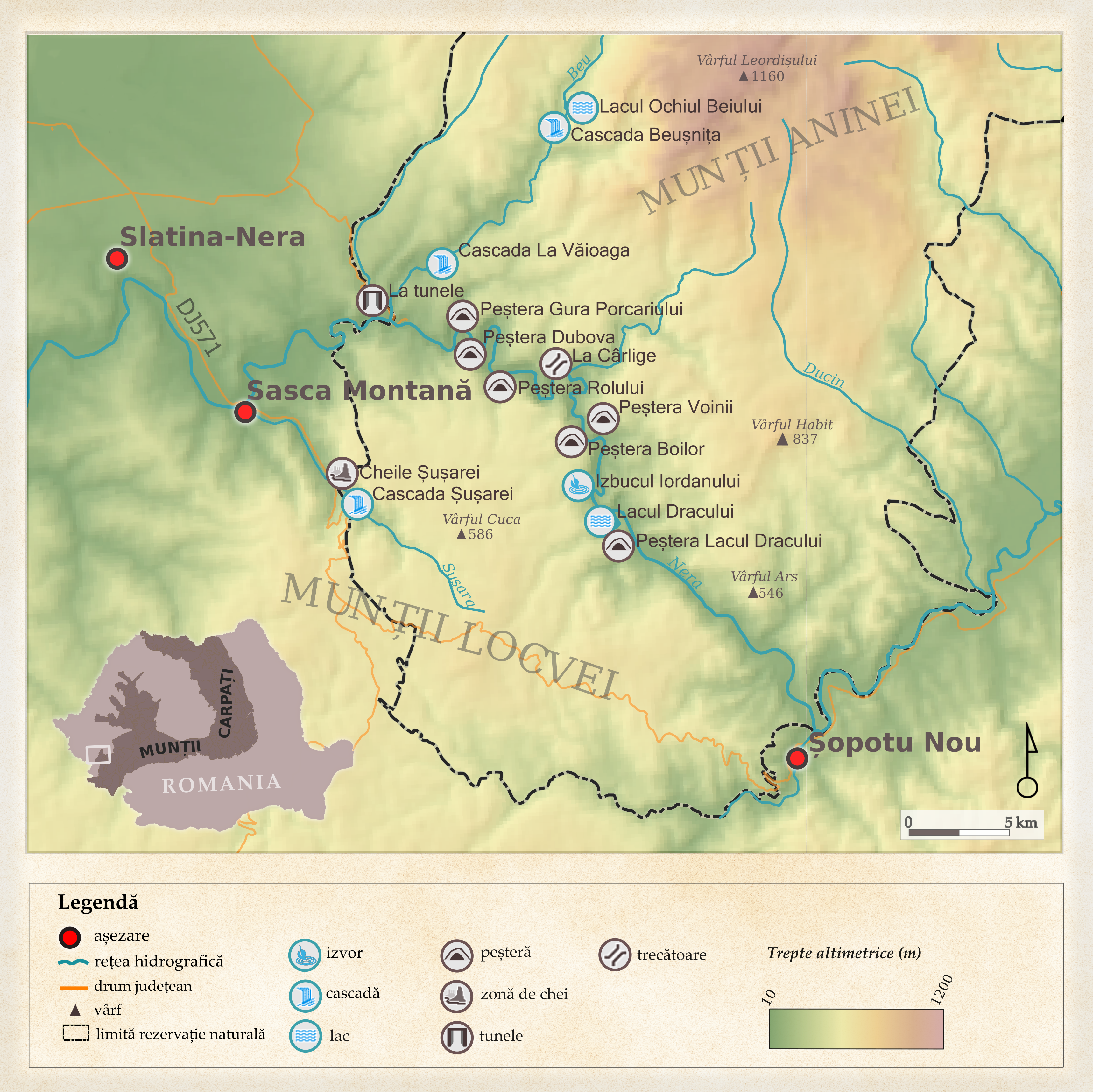
Alguns dels paratges naturals de la zona de les Gorges del Nera

## Proximitats
A les proximitats immediates del parc es troben les localitats: Anina, Bozovici, Lăpușnic, Moceriș, Șopot, Cărbunari, Sasca Română, Sasca Montană, Potoc, Socolari, Ilidia, Ciclova Română, Ciclova Montană, Oravița.

## Galeria d'imatges

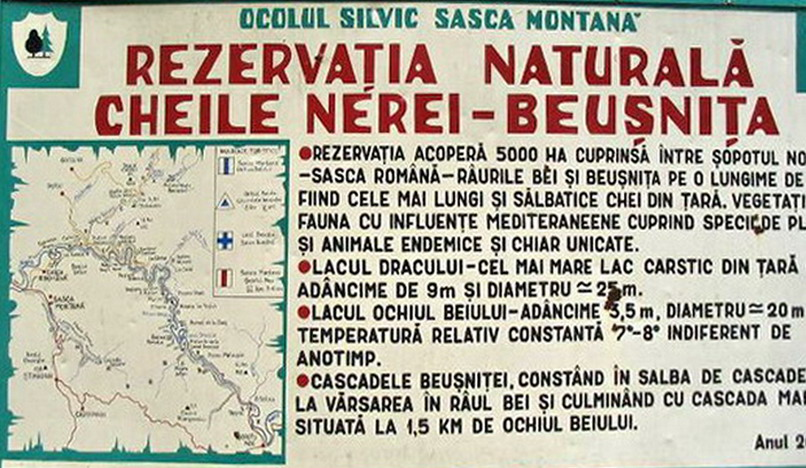
Gorges de Nera-Beusnita (tauler informatiu)
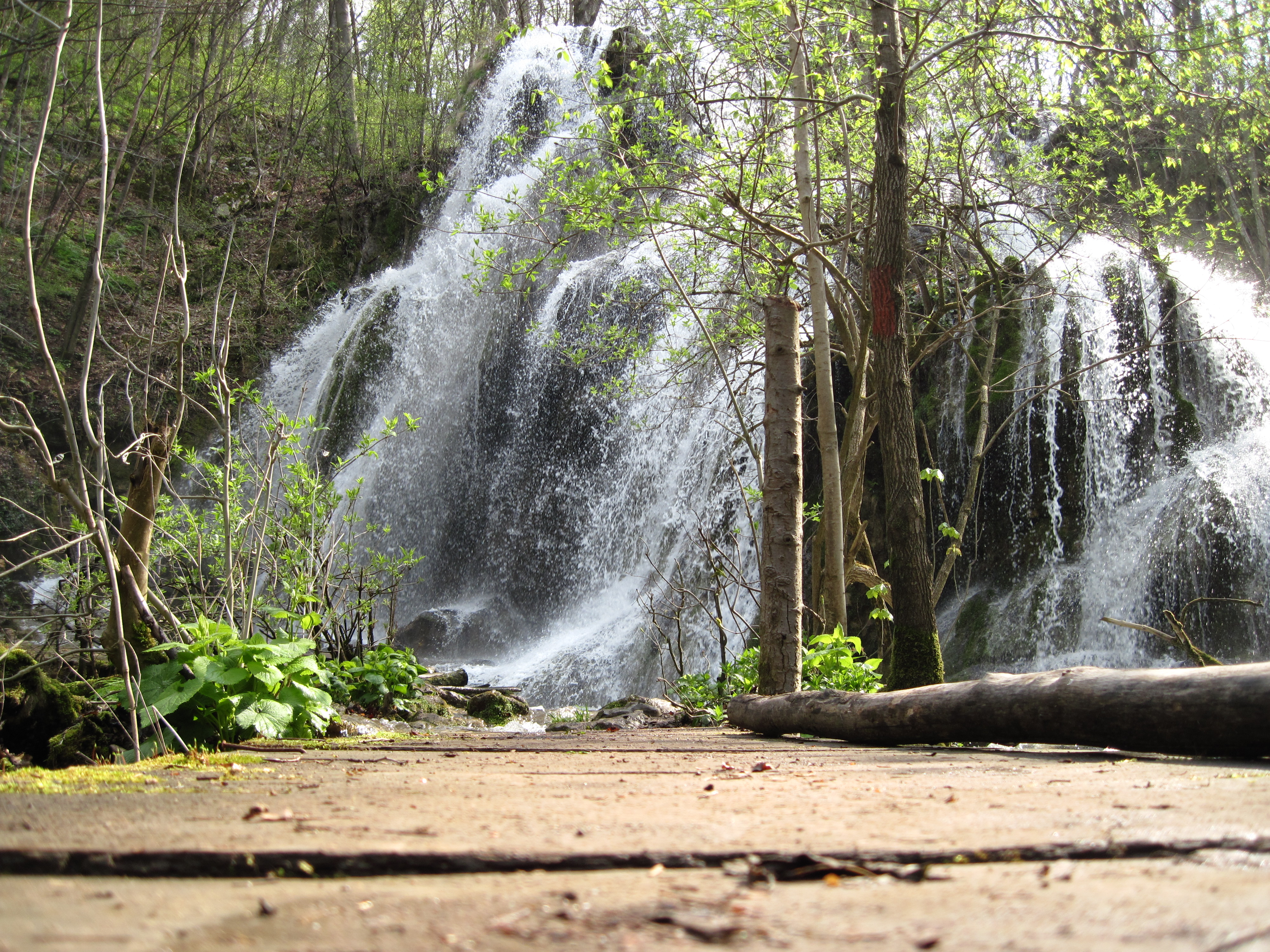
Una de les cascades més altes de Beusnita
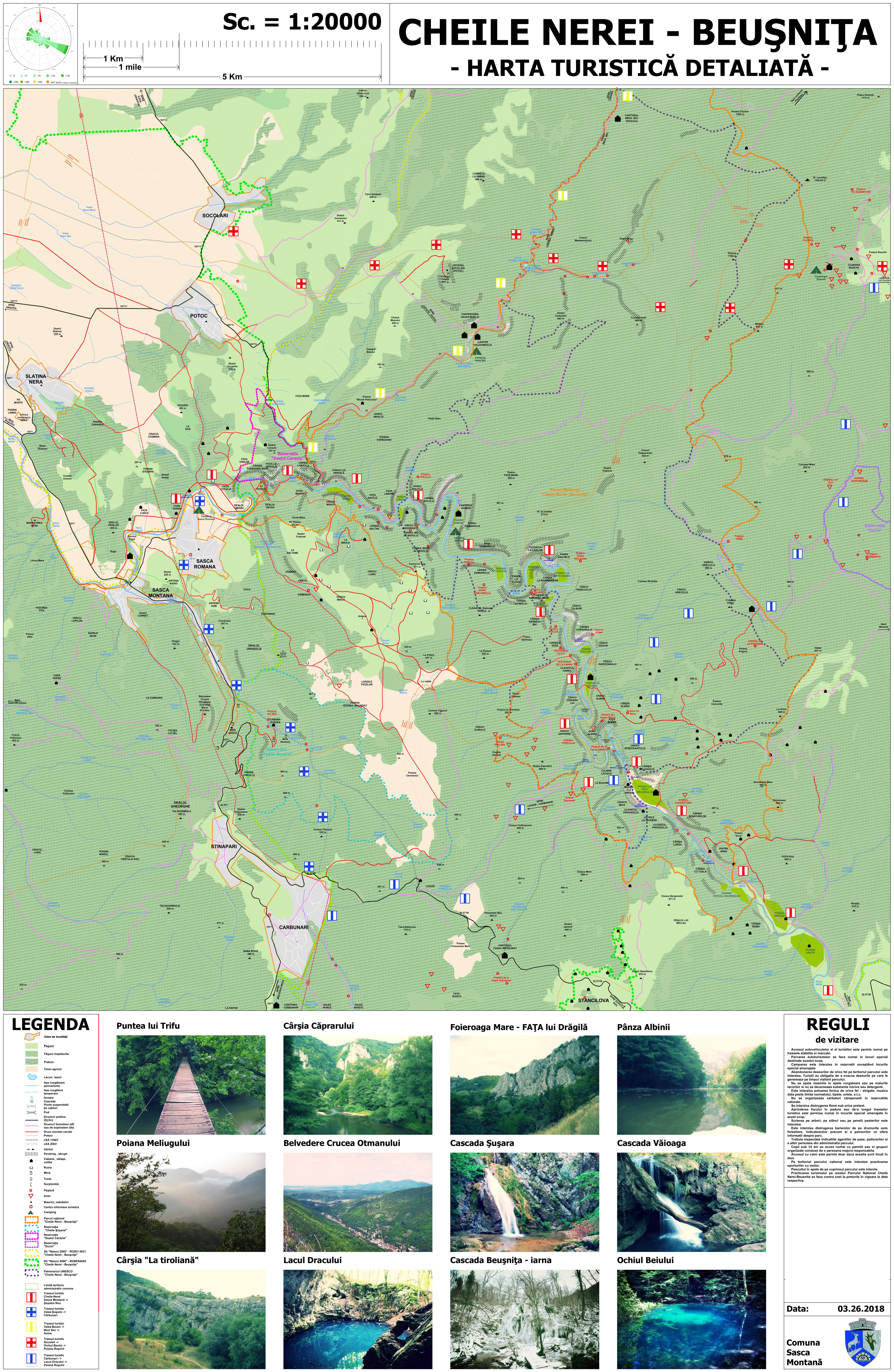
Mapa detallat i ampliable de Cheile Nerei - Beusnita